# 戀之歌
《戀之歌》是戶松遥的第4張單曲。於2009年5月13日由Music Ray'n Inc.發行

## 收錄曲

### 通常盤
1. 戀之歌 [4:37]
  - 作詞・作曲：荒卷修久、編曲：齋藤真也
  - 電視動畫《神曲奏界POLYPHONICA crimsonS》片尾曲
2. Re：Motion [3:17]
  - 作詞：荒卷修久、作曲・編曲：齋藤真也
3. 戀之歌（Instrumental）

### DVD（初回生産限定盤）
1. 戀之歌(Music Clip)
2. 戀之歌(TV-Spot 15sec/30sec)

## 相關項目
- 神曲奏界POLYPHONICA crimsonS

## 資料來源
1. ↑  http://www.oricon.co.jp/music/release/d/812941/1/
2. ↑  .   [2010-01-27]. （原始内容存档于2010-03-10）.

## 外部連結
- （日語）戶松遥 Special website